# NGC 5652
NGC 5652 је спирална галаксија у сазвежђу Девица која се налази на NGC листи објеката дубоког неба.
Деклинација објекта је + 5° 58' 42" а ректасцензија 14h 31m 0,9s. Привидна величина (магнитуда) објекта NGC 5652 износи 12,8 а фотографска магнитуда 13,5. NGC 5652 је још познат и под ознакама NGC 5650, UGC 9334, MCG 1-37-20, IRAS 14285+0611, 8ZW 427, CGCG 47-72, PGC 51865.